# Brian Levant
Pour les articles homonymes, voir Levant.
Brian Levant est un réalisateur, scénariste et producteur américain né le 6 août 1952 à Highland Park (Illinois).

## Filmographie

### Comme réalisateur
- 1987 : Mariés, deux enfants (Married... with Children) (série télévisée)
- 1991 : Junior le terrible 2
- 1992 : Beethoven
- 1994 : La Famille Pierrafeu (The Flintstones)
- 1996 : La Course au jouet
- 2000 : Les Pierrafeu à Rock Vegas (The Flintstones in Viva Rock Vegas)
- 2001 : It's a Dog's Life
- 2002 : Chiens des neiges (Snow Dogs)
- 2005 : On arrive quand ? (Are We There Yet?)
- 2009 : Scooby-Doo : Le mystère commence (Scooby-Doo! The mystery begins)
- 2010 : Scooby-Doo et le Monstre du lac (Scooby-Doo! Curse of the Lake Monster) (téléfilm)
- 2010 : Kung Fu Nanny
- 2012 : A Christmas Story 2
- 2017 : Max 2 : Héros de la Maison Blanche

### Comme scénariste
- 1995 : The Adventures of Captain Zoom in Outer Space (en) (TV)
- 1990 : Poochinski (TV)
- 1997 : Petit Poucet l'espiègle (Leave It to Beaver)

### Comme producteur
- 1979 : The Bad News Bears (en) (série télévisée)
- 1985 : Still the Beaver (série télévisée)
- 1990 : Poochinski (TV)
- 1995 : Problem Child 3: Junior in Love (TV)

## Publications
- 2022 : My Life and Toys, G éditions.